# Piotr Vranghel

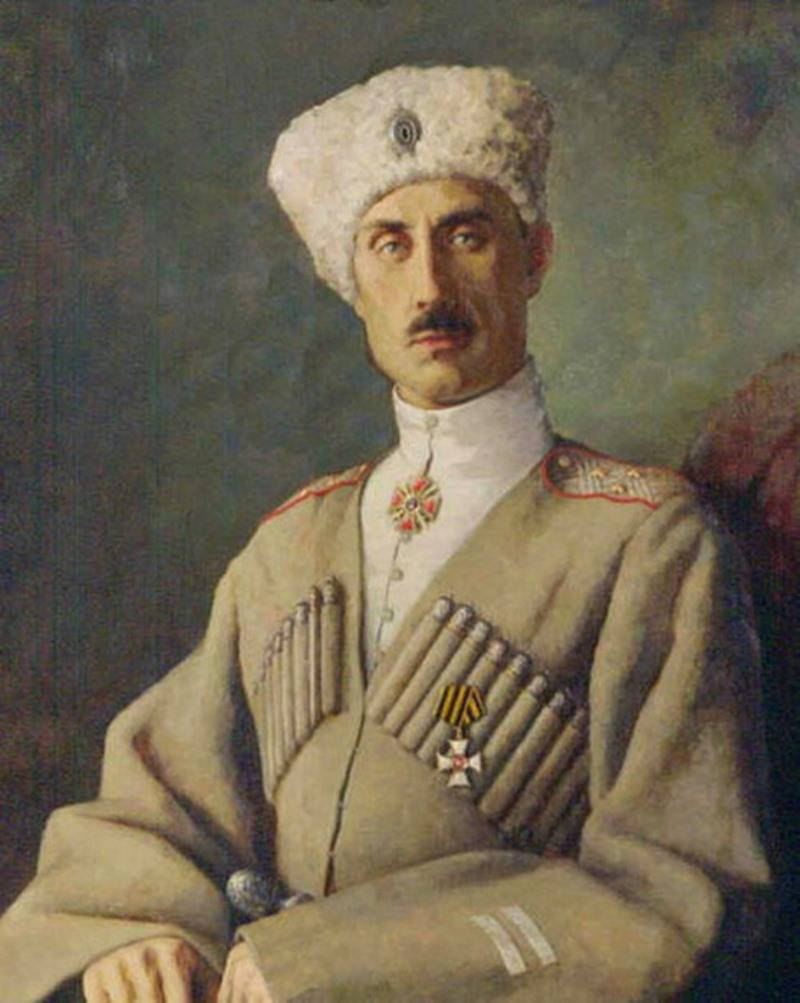
Generalul rus Piotr Vranghel.

Piotr Nicolaevici Vranghel (în rusă Пётр Николаевич Врангель, ortografiat și Wrangel), zis și „Baronul Negru” (n. 15 august 1878 — d. 25 aprilie 1928) a fost un general rus și ulterior comandant al unei părți a Armatei Albe în timpul Războiului Civil din Rusia. Vranghel s-a născut la Mukuliai, Lituania, într-o familie de nobili germani baltici. A decedat la Bruxelles, Belgia.  